# Odysseas Lymperakīs
Odysseas Lymperakīs (in greco Οδυσσέας Λυμπεράκης?; Kavala, 5 giugno 1998) è un calciatore greco, difensore svincolato.

## Carriera

### Club
Ha giocato nella prima divisione greca.

### Nazionale
Tra il 2019 ed il 2020 ha giocato complessivamente 2 partite nella nazionale greca Under-21.

## Palmarès

### Club

#### Competizioni nazionali
- Souper Ligka Ellada 2: 2

Panserraïkos: 2022-2023 (girone A)
Larissa: 2024-2025 (girone A)